# Karl Christian Heinrich Westphal
Karl Christian Heinrich Westphal (* 27. Juni 1824 in Schwerin; † 11. August 1890) war ein Jurist, Bürgermeister von Schwerin und Reichstagsabgeordneter.
Westphal besuchte das Fridericianum Schwerin und studierte von 1844 bis 1848 in Heidelberg und Rostock Rechtswissenschaften. Während seines Studiums wurde er 1844 Mitglied des Heidelberger Schloßbundes und 1845 der Burschenschaft Teutonia Heidelberg. Er trat nach bestandener erster Prüfung als Auditor beim Magistrat ein, 1855 wurde er zum Senator gewählt. 1866 bestellte man ihn zum Syndikus der Stadt Schwerin und 1870 wählte ihn der Rat zum Bürgermeister. Er war u. a. Direktor des Magistratsgerichts und Direktor des Vorstands sämtlicher städtischer Schulen.
Von 1871 bis 1874 war er Mitglied des Deutschen Reichstags für die Nationalliberale Partei für den Reichstagswahlkreis Großherzogtum Mecklenburg-Schwerin 2 (Schwerin-Stadt).